# بطحيش بوندي
بطحيش بوندي (الاسم العلمي: Cyprinodon bondi) (بالإنجليزية: Hispaniola pupfish)‏ هو نوع من الأسماك يتبع جنس البطحيش من الفصيلة البطحيشية.